# 公子高 (秦国)
公子高（？—前209年），始皇帝、二世皇帝时代的公子。嬴姓。始皇帝之子。
始皇死後、趙高謀殺公子扶蘇，擁立胡亥即位为秦二世皇帝，趙高为郎中令，法令严酷，宗室公子将闾兄弟、公子12人、公主10人都被处死、連坐族誅无数。
公子高想出奔，又怕逃亡后，趙高将他一族全部处死。公子高於是犧牲自己，请命为始皇殉葬，埋葬在驪山之麓，二世皇帝和趙高非常高兴，赐十万钱厚葬。公子高一族因而幸免。